# Axel Lindahl

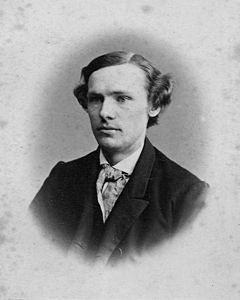
Axel Lindahl (1870er Jahre)

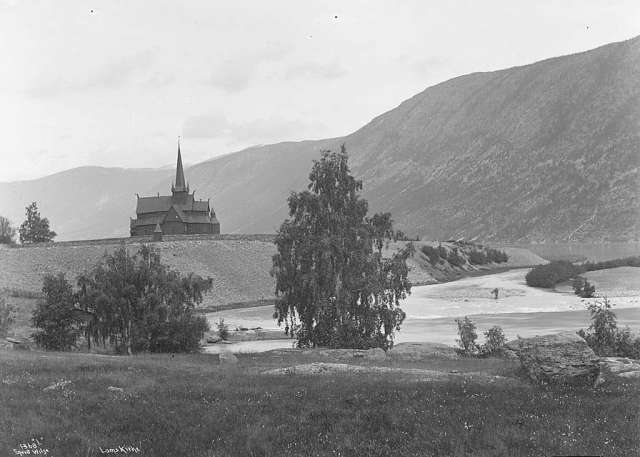
Stabkirche Lom in den 1880er-Jahren

Axel Lindahl (* 27. Juli 1841 in Mariestad; † 11. Dezember 1906 in Södertälje) war ein schwedischer Fotograf, der von 1883 bis 1889 in Norwegen lebte und besonders für seine dortigen Landschaftsaufnahmen bekannt wurde.

## Leben
1865 eröffnete er mit seinem Bruder Udo ein eigenes Fotostudio in Uddevalla. Um 1867 zog er mit seinem Geschäft nach Göteborg. Er entwickelte ein besonderes Interesse an der Landschaftsfotografie, zunächst an der Westküste von Schweden, dann in Norwegen. Im Jahre 1883 verkaufte er seine Anteile an seinem schwedischen Fotostudio und widmete sich kommerziell ausschließlich der norwegischen Landschaft. Er arbeitete eng mit dem Verlag von Richard Andvord zusammen.
Wurzeln hatte er in Norwegen zunehmend ab den 1860er-Jahren geschlagen. Einige seiner Aufnahmen sind Marcus Selmer und Knud Knudsen gewidmet.
Seine Bilder zeichneten sich durch hohe Qualität aus.
Ein großer Teil von Axel Lindahls norwegischen Negativen wurden später Bestandteil der Sammlung  des Fotografen Anders Beer Wilse. Wilses Fotoarchiv wiederum ist heute Eigentum des Norsk Folkemuseum in Oslo.